# 铁灵铁路
铁灵铁路是中国湖北省境内的一条支线铁路，为武九铁路铁灵黄支线系统的一部分。起自铁山站，迄至灵乡站，全长28.3千米。

## 概述
线路由铁道部第六工程局勘测设计，武汉钢铁公司矿山分公司负责施工，线路定位为将灵乡、金山店矿矿石运往武汉钢铁公司而修建的一条专用支线。原定年运量60万吨，是以设计为窄轨线路，后考虑到武钢发展，改按100万吨运量，设计为标准轨。1958年8月动工，12月竣工。1959年5月交付使用，同年移交至武汉铁路局管理。自铁山站西头出岔，经南垸、金山店、张子禹，终至灵乡站，全程28.3公里。:83
全线设车站有三：铁山站、金山店站、灵乡站。:209限制坡度为12‰；车站到发线有效长560米；最小曲线半径300米，允许速度40km/h，牵引定数1038吨。:83

### 铁灵黄支线系统
- 黄石东线（已废止）
- 武九铁路（大冶附属线）
- 黄石山南铁路
- 铜录山线
- 铜大铁路（已废止）